# Каменец-Подольская автомобильная ремонтная база
Каменец-Подольская автомобильная ремонтная база (укр. Кам'янець-Подільська автомобільна ремонтна база) — государственное предприятие военно-промышленного комплекса Украины, которое осуществляет ремонт автомобильной техники советского производства.

## История
После провозглашения независимости Украины авторемонтная база министерства обороны СССР была передана в ведение министерства обороны Украины.
В 1999 - 2001 годы предприятие входило в перечень предприятий военно-промышленного комплекса Украины, освобождённых от уплаты земельного налога (в это время размер заводской территории составлял 3,9 га).
После создания в 2005 году государственного концерна "Техвоенсервис" предприятие было включено в состав концерна.
По состоянию на начало 2008 года, предприятие имело возможность выполнять капитальный ремонт многоосных шасси МАЗ; автомобильных двигателей ЯМЗ, ЗИЛ и ГАЗ; агрегатов к автомобилям МАЗ, ЗИЛ и ГАЗ.